# 95
Het jaar 95 is het 95e jaar in de 1e eeuw volgens de christelijke jaartelling.

## Gebeurtenissen

### Italië
- Keizer Domitianus wordt herkozen tot consul (zeventiende maal) en hoogste magistraat van Rome. Hij lijdt aan vervolgingswaanzin, hij beschikt over een netwerk van spionnen en voert terreur tegen de Senaat.
- Domitianus laat zijn medeconsul en neef Titus Flavius Clemens, alsmede enkele senatoren terechtstellen, op beschuldiging van atheïsme en hun christelijke levenswijze.
- Manius Acilius Glabrio wordt als slachtoffer van de vervolgingen, gedwongen te vechten in het Colosseum.

## Geboren
- Appianus van Alexandria, Grieks historicus en schrijver (overleden 165)
- Lucius Flavius Arrianus, Romeins historicus en schrijver (overleden 175)

## Overleden
- Titus Flavius Clemens, Romeins senator en consul